# ノーサイド (池田文春の漫画)
『ノーサイド』は、池田文春によるラグビー漫画。集英社の『ビジネスジャンプ』にて1994年4号から1996年17号まで連載された。全62話。単行本は全7巻が集英社から刊行された。
本作は池田が2作目に手がけた連載作品である。単行本6巻に収録されているトライ50（50話）「新たなる敵」では、前作『てっちゃん』の主人公である親子が登場する。
トライ直前の死が未練となり、幽霊の主人公が人間に乗り移るとなるという筋書きや、女子ラグビー選手というテーマ、オカルトや恋愛、バトル要素などを多分に含み、ラグビー漫画としては異色の作品に仕上がっている。

## あらすじ
創部以来、勝利はおろか一つのトライ も決めたことがなかった弁天堂大学（通称・弁大）ラグビー部が舞台で、主人公・織田勇二が悲願の初トライを上げる目前に、試合中の事故で死亡した場面から物語が始まる。作品冒頭で死亡した勇二であったが、創部以来、初のトライを決められなかったことが「未練」となり、成仏できずに肉体を持たない幽霊となる。そんな勇二の目の前に突如として老齢の幽霊が現れ、「この世でやり残した未練を成し遂げ成仏するための方法」を指南する。その方法とは「死んだばかりの人間の肉体に入り込むことで再び生き返り、生前成し遂げられなかった未練を果たす」というものであった。勇二は老齢の幽霊に導かれるままに、とある病院で死亡したばかりの若者の肉体に入り込み、生き返ることに成功するのだが、勇二が入り込んだ肉体は、自身の未練を果たすには到底相応しいとは思えない、姫神あかねという名の女子大生であった。こうして、姫神あかねとしての人生を送ることになった勇二であったが、自身の未練を果たすために女子ラグビー選手として弁大ラグビー部に復帰する。   

## 登場人物

### 主要人物
織田 勇二
本作の主人公。弁天堂大学ラグビー部キャプテン。ポジションはスタンドオフ。悲願の初トライを目前にしたところで、相手チームの選手からタックルを受け、ゴールポストに後頭部を強打。そのまま死亡してしまう（正確には脳死状態）。死亡後はあかねの肉体に入り込み、女子ラグビー選手としてラグビー部に復帰する。ラグビー部に復帰後は女性の肉体ながらも、チームの中心選手として活躍し、弁大ラグビー部を大学選手権出場に導く。
姫神 あかね
勇二が肉体に入り込む数時間前に交通事故に遭い、死亡する。死亡後は勇二と同様に他者の肉体に入り込む道を選択し、殴り合いの喧嘩で死亡した直後の早池峰明の肉体に入り込み、男性として生活する。男性としての生活も一応楽しんではいたが、自分の体を乗っ取った勇二（外見の上ではあかね）に文句を言うためにラグビー部を訪れた際にトラブルに巻き込まれ、そのトラブルによる成り行きでラグビー部に入部する羽目になる。当初はラグビーを怖がっていたが、後に勇二があかねとしてラグビーに取り組む姿勢を見て、自身も明としてラグビーを楽しめるようになっていった。ポジションはスクラムハーフ。
早池峰 明
チンピラとの喧嘩で後頭部を鉄パイプで殴打されたことにより死亡。死亡後はあかねが肉体に入り込み、明自身は生前の悪行から地獄に落ちるが、後に「死者が蘇生する赤い満月の夜」に蘇り、あかねが入り込んでいる自身の肉体を奪還する。以降はあかねの意識と共存するようになり、場面によって明本来の残虐的な性格を見せることがある（ただし、あかねの意識で行動している間は周囲からオカマ疑惑を持たれている）。実家は関東美雀会（かんとうびーじゃんかい）総本家という暴力団。2代目総長であった明の父は既に他界しているため、現在は明の祖母が総長代行を務めている。ポジションは明の意識の時はフルバック、あかねの意識の時はスクラムハーフ。

### 弁天堂大学ラグビー部関係者
伊達
弁天堂大学ラグビー部監督。通称・独眼竜。
近藤
勇二とは同学年。勇二の死亡後はキャプテンを務める。勇二以外には隠していたが包茎。
義経 風馬
元・陸上部。高校時代は100m走でインターハイ優勝。オリンピック選考会からの誘いによりラグビー部を一時的に退部するが、あかねとラグビーに対する想いにより、明慈大との試合終盤から復帰。実家は置屋を営んでいる。
弁慶
元・俳句同好会。大相撲の花房部屋からの誘いによりラグビー部を一時的に退部するが、ラグビーへの想いを断ちきれずに、序の口での取り組みを途中放棄して、明慈大との試合終盤から復帰。
六角 次郎
元・体操部。体操部出身ならではの身軽さを生かしたプレーが身上。
土門 元
元・ボクシング部。
藤堂 兵助
元・ミリタリークラブ。モールやラックなど、密集プレーの中からボールを掴み出すことを得意とする。兵器マニアで、普段は機関銃型エアーガンやスタンガンなど、全身に大量の武器を装備している。
鏡 一刀
元・剣道部。剣道の居合を取り入れた鋭いハンドオフや、見切りを取り入れた残像で相手チームを翻弄する。
明智 栗果
マネージャー。弁天堂大学理事長の娘。当初はあかねに対する嫉妬心から弁大ラグビー部に対する妨害工作を働いていたが、後にあかねの想いを知り、心境に変化が現れる。